# Frank Lino
Frank "Curly" Lino (n. 30 octombrie 1938, Gravesend⁠(d), New York, SUA – d. 2 august 2023) a fost un caporegime (capo) Sicilian-American în familia mafiotă Bonanno care mai târziu a devenit informator. Era vărul capului familiei mafiote Gambino, Edward Lino, Robert Lino Jr. și tatăl unui broker de succes de pe Wall Street din New York City. 